# Clavatula lelieuri
Clavatula lelieuri é uma espécie de gastrópode do gênero Clavatula, pertencente a família Clavatulidae.